# 八仙樂園彩色派對火災的爭議
八仙樂園彩色派對火災發生於2015年6月27日台灣，政府、醫院、場地方、燒傷者家屬對此的應對造成相當多的爭議，本條目簡述如下。

## 醫院相關

### 和信治癌中心醫院應否收治病患

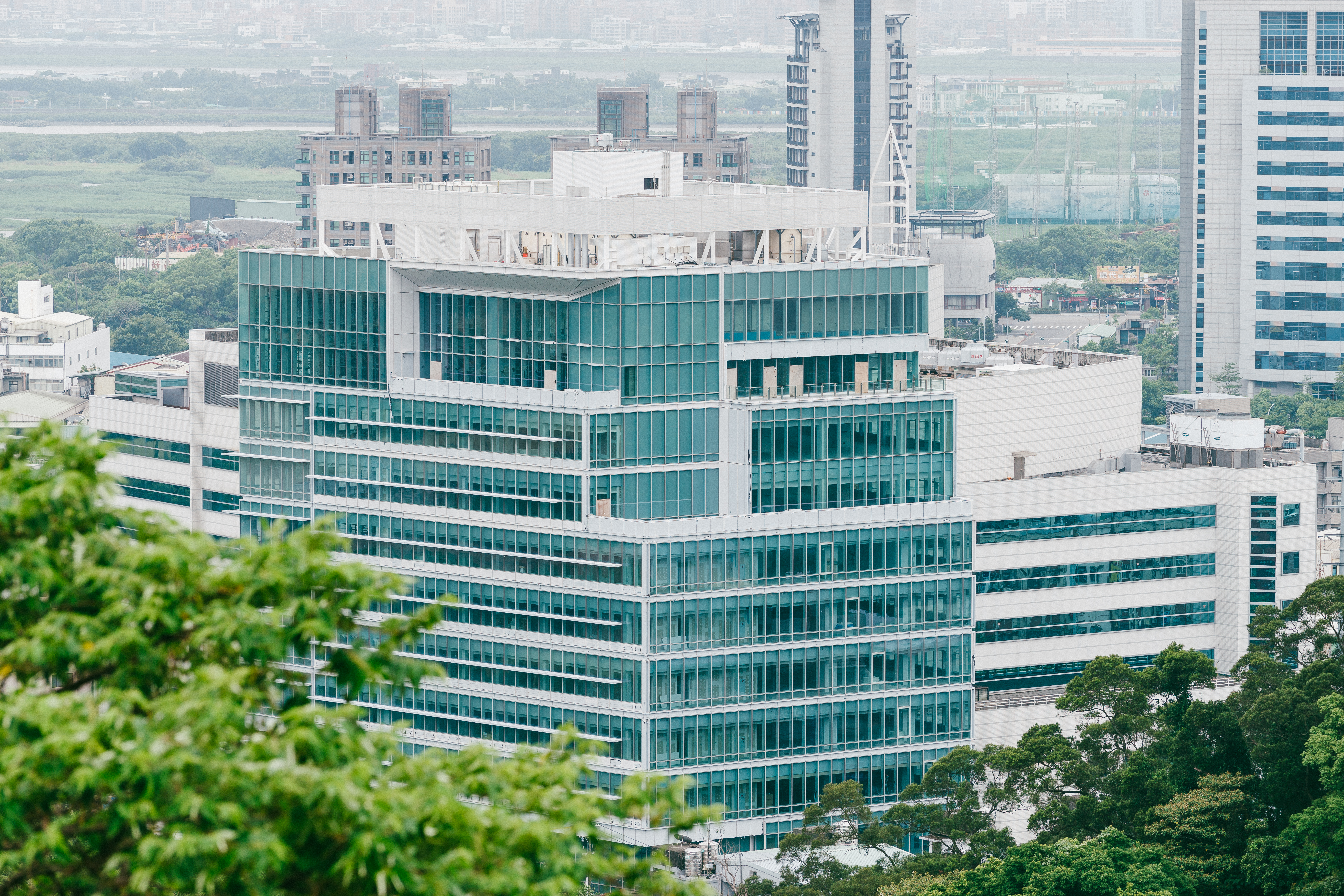
和信治癌中心醫院.

- 臺北市衛生局醫護管理處處長劉越萍於6月29日接受媒體採訪時表示，和信治癌中心醫院過去是「技術性迴避」，雖有急診，卻只收治自身的癌症病人，無奈衛福部在醫院評鑑曾認定其行為合法，因此衛生局過去也拿和信治癌中心醫院沒辦法，如今只要衛福部發文要求重新評估，衛生局會立即把和信治癌中心醫院納入急救責任醫院之內，要求其盡到責任。[1]

- 曾於和信治癌中心醫院服務之榮總外科醫師黃子豪表示，和信可以處理基本燒燙傷，和信「是不為也，非不能也」！[2]

- 對醫界與輿論的批評，和信治癌中心醫院院長黃達夫於7月1日在媒體投書表示該院在事故當天已做準備等待徵召[3]；一名和信醫院主管接受採訪時，也出示簡訊紀錄，證明6月27日晚間，該院得知意外後，兩度於通知院內急診準備，只是無人送來[4]。然而作家楊索就黃院長的投書於同日在《蘋果日報》撰稿指出「黃達夫缺乏反省的高姿態說明了和信醫院消極性作為的主因，在盛名光環下，黃達夫的回應透露出自外於社會災難的冷漠與疏離感，這種參差對照尤為強烈。塵爆事件的考驗令和信治癌中心醫院董事兼院長黃達夫落漆，不如一個見義勇為的小市民」[5]。

- 臺北市衛生局與衛福部醫事司副司長商東福均表示，和信治癌中心醫院未設置外科急診室，因此並不在北市17家急救責任醫院名單內，依照災難緊急應變標準作業程序處理，因此消防局應變中心當晚並未通知和信加入急救行列。[6][7]

- 臺北市長柯文哲7月1日受訪表示，「和信醫院一開始就設定不是急救責任醫院，當年制定臺灣緊急醫療網草案，有分重度、中度的急救責任醫院，和信醫院一開始就不是在體系裡面，平時沒在做這件事，臨時要做也做不了。」[8]

### 醫護沒加班費
- 部分醫護人員爆料，醫院主管表示6月27日當晚回醫院支援的同仁，「就算有打卡也不能報加班」，衛福部對此表示願意協調勞動部鬆綁法規，讓加班護理師可以申請費用，八仙樂園火災期間醫護人員加班費也將由衛福部專款補助。[9]

## 捐款與預算的處置

### 八仙樂園母公司的捐款被新北市政府視作「爭議款」
- 2015年7月，八仙樂園母公司萬海航運與旗下勇源基金會，各捐5000萬元給新北市政府，萬海航運另捐5000萬元到衛福部，總計1.5億元。新北市副市長侯友宜考量萬海航運在事件的責任，對被害人應賠償而非捐款，有意退回，但家屬擔心萬海脫產，將一毛錢也拿不到，最後列為「爭議款」凍結不開收據；[10]外界質疑市府「要跟八仙要錢又還錢」、「不收錢又不還錢」批評。[11]萬海在2016年6月透過律師表示「不開收據就還錢」，家屬徵詢法律意見後希望收下，新北市政府八仙塵爆善款管理委員會決議動用爭議款由此收下1.5億元。2017年8月，善款管理委員會決議動用這筆「爭議款」。[12]

### 家屬希望政府編列預算爭議
- 八仙受害家屬在無法取得統一資訊及整合下，在各地之院區分別組織成不同的自救會，其中之一的自救會與新北市政府接洽後，被推派為該聯盟發言人的唐美娜要求中央政府拿出一筆經費，幫助他們負擔龐大醫療費用，引起社會輿論譁然。而另外而由其它家屬組成的627新北八仙塵爆公安事件家屬自救會則表示唐美娜與該自救會無關。[13]新北市政府社會局已證實有民眾因此諮詢退款事宜[14]，唐美娜也因此辭去發言人及委員職務[15]。

- 八仙塵爆受害者蘇家陞父親也希望政府「每年編列常態性預算」分配給傷患作為治療用途[16]。

- 由於2014年高雄氣爆事件中，時任行政院長江宜樺拒絕動用第二預備金，因此引發民眾質疑政府救災失當。[17]。

### 侯友宜對比高雄氣爆的捐款

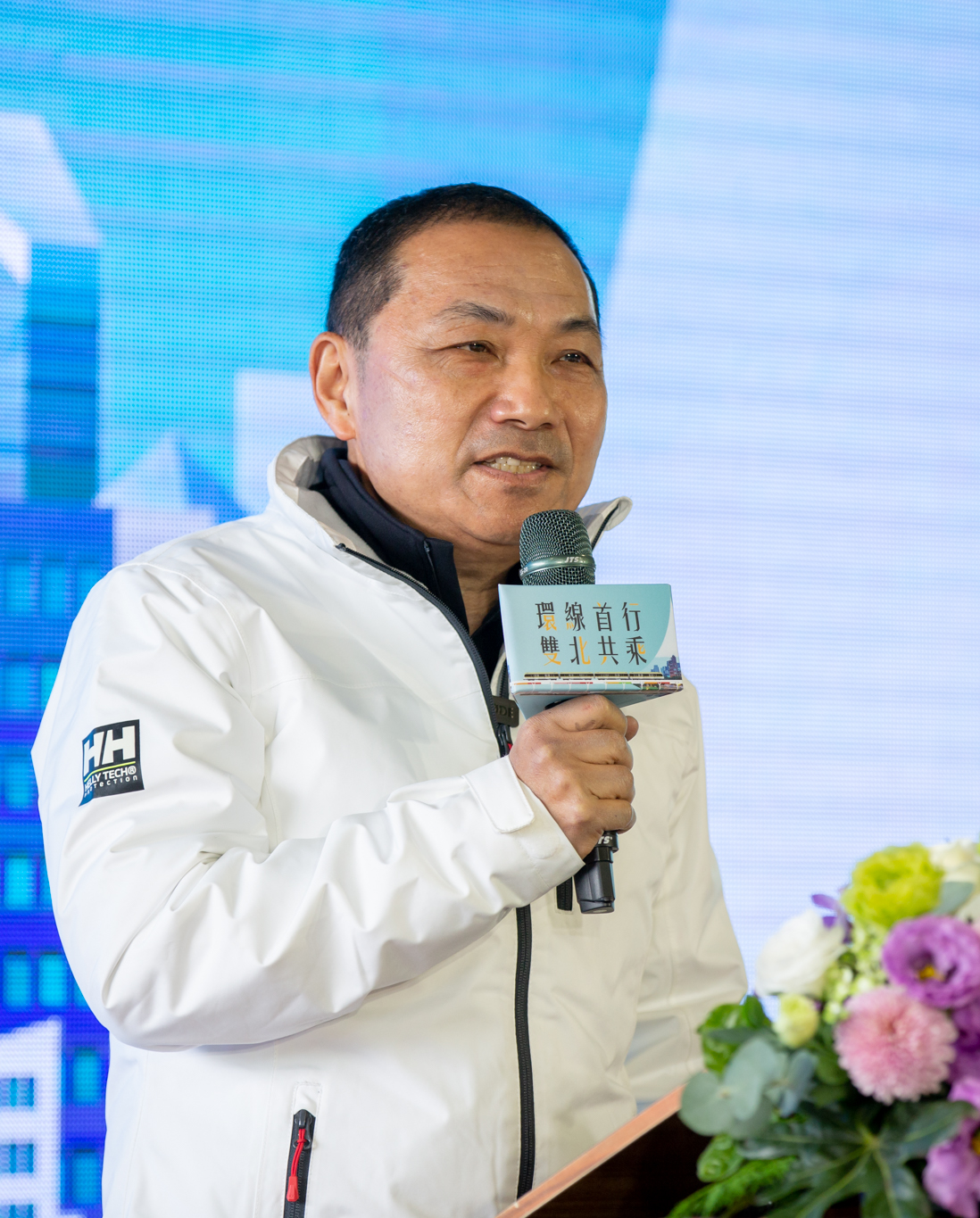
新北市副市長侯友宜

- 新北市副市長侯友宜在會議中提到，最近愛心捐款的熱度冷下來了，「熱度沒有了，這是不對的」，甚至說，「今天是500個（死傷者），不像高雄氣爆才40幾個」。[18]

## 災場行竊、向家屬行騙
- 6月27日，男子王粮凱乘事故現場混亂之際行竊，撬開遊客置物櫃偷取錢財，甚至直接拿走傷者委託撥電話求救的手機[19]。民眾發現後報警處理，警方趕到後以現行犯罪名將他逮捕，並從其身上搜出贓款、外幣及贓物[20][21]。28日士林地檢署複訊後，依趁火災之際竊盜的「加重竊盜罪」以3萬元交保。[22]

- 6月29日，伍政山在彰化基督教醫院宣稱持有燒燙傷的「祖傳燒燙傷秘方」而誆騙八仙塵爆受害者的家屬，家屬付了一萬元給伍男未拿到藥品，驚覺受騙。[23]。又以代售靈骨塔名義行騙。台北地檢署調查後，依詐欺、侵占等罪起訴。[24]

## 媒體報導爭議
- 由於出現新聞審判的現象。有些記者對某些嫌疑人輕描淡寫，或者把責任怪罪於他們，包括噴灑粉末的臺灣科技大學學生盧建佑的責任、八仙樂園董事長和總經理的責任、[25][26]負責人呂忠吉的責任。

## 外部連結
主辦方官網
- 官方Youtube推廣影片：. YouTube. 2015-04-28  [2020-06-23]. （原始内容存档于2020-07-10）.，至2020年5月計35萬點擊。
- 官方facebook頁至2015年7月10日，計18,008讚好，3,700轉發，3,043留言：Color Play Asia彩色派對. . facebook. 2015-04-15  [2020-06-13]. （原始内容存档于2015-07-10）.